# 富士急行5700形電車
- 小田急2200形電車 > 富士急行5700形電車
- 小田急2300形電車 > 富士急行5700形電車
- 小田急2320形電車 > 富士急行5700形電車

富士急行5700形電車（ふじきゅうこう5700がたでんしゃ）とは、1982年から1997年まで富士急行に在籍していた電車である。

## 概要
1954年から1959年にかけて製造された小田急電鉄2200形・2220形・2300形・2320形を譲受したもので、1982年から1984年にかけて、3次にわたり入線した。1次車は元2200形・2300形、2次車は元2320形、3次車は元2220形である。5700という形式は導入年である昭和57年（1982年）に由来する。
入線に際しての改造は、小田急時代のOM-ATSと列車無線の撤去、スノープロウの取り付け、客用ドアへの冬期対策などである。
この車両の導入により、富士急行の吊り掛け駆動車は事業用のモハ3600形を残して、すべて置き換えられた。
1984年に、1次車の台車と主電動機が交換され（台車：FS203→FS316、駆動方式：直角カルダン→WNドライブ）、性能面での統一が図られた。
しかし非冷房の上老朽化が目立つことから、1000系（元京王5000系）の導入と引き換えに、1993年から1997年にかけて全車廃車になった。最終廃車は5711編成（元2320形）と5717編成（元2220形）であった。このうち5711編成については1996年12月8日にさよなら運転を実施している。
なお、末期には屋根上のベンチレーターが全て撤去されていた。
運転台直後の座席には暖房器が入っていなかったため、仕切りにその旨表記がされていた。

## 車両一覧
車両番号は小田急時代とは奇数・偶数が入れ替わっている。なお、末尾0・3・4・9は当初から欠番である（末尾4・9が忌み番で、かつ同方向で奇数・偶数を揃えるため）。
| 富士急行での車両番号 | 富士急行での車両番号 | 小田急時代の車両番号 | 小田急時代の車両番号 | 入線時期       | 廃車時期       |
| -------------------- | -------------------- | -------------------- | -------------------- | -------------- | -------------- |
| モハ5701             | モハ5702             | デハ2302             | デハ2301             | 1982年11月10日 | 1993年10月10日 |
| 5705                 | 5706                 | 2304                 | 2303                 | 1982年11月10日 | 1995年10月30日 |
| 5707                 | 5708                 | 2212                 | 2211                 | 1982年11月10日 | 1996年9月30日  |
| 5711                 | 5712                 | 2326                 | 2325                 | 1983年11月15日 | 1997年3月31日  |
| 5715                 | 5716                 | 2328                 | 2327                 | 1983年11月15日 | 1994年12月15日 |
| 5717                 | 5718                 | 2224                 | 2223                 | 1984年10月5日  | 1997年3月31日  |
| 5721                 | 5722                 | 2226                 | 2225                 | 1984年10月5日  | 1995年10月30日 |
| 5725                 | 5726                 | 2228                 | 2227                 | 1984年10月5日  | 1996年3月31日  |

表の出典
- 鉄道ピクトリアル1998年4月臨時増刊号『甲信越・東海地方のローカル私鉄』191頁

5707編成のみ2200形由来の正面窓2枚・非貫通、他は正面窓3枚で貫通扉付きであった。

## 保存車両
同時期に営業運転を終了した3100形とともに、車両の引き取り先を新聞で公募した。モハ5707・モハ5708が小田急時代の旧塗装に復元され、笛吹市内で静態保存されている。その他、甲斐市内にモハ5716が保存されていたが、2012年に撤去された。

## 廃車発生品流用
営団2000形電車の銚子電気鉄道デハ1000形への改造に際し、本形式の台車とパンタグラフの廃車発生品が流用された。